# Columbus (Mississippi)
Pour les articles homonymes, voir Columbus.
Columbus est une ville du Mississippi, siège du comté de Lowndes.
Columbus possède un tramway à traction électrique depuis 1906 - 1922.
Columbus possède également un aéroport civil (Lowndes County Airport code AITA : UBS) et une base aérienne (Columbus Air Force Base, code AITA : CBL) où se trouvent les quartiers de l'Air Education and Training Command et du 14th Flying Training Wing.
La version militaire de l'hélicoptère léger MBB-Kawasaki BK 117 est produite à Colombus par American Eurocopter, une filiale d’EADS Amérique du Nord.

## Personnalités liées à la ville
- Tennessee Williams, écrivain, né à Columbus en 1911.
- James Darnell, médecin et biologiste, né à Columbus en 1930.

## Source
- (en) Cet article est partiellement ou en totalité issu de l’article de Wikipédia en anglais intitulé « Columbus, Mississippi » (voir la liste des auteurs).